# سیارک ۲۴۷۵۴
سیارک ۲۴۷۵۴ (به انگلیسی: 24754 Zellyfry، نامگذاری:1992UE6) بیست و چهار هزار و هفتصد و پنجاه و چهارمین سیارک کشف شده‌است که در ۳۱ اکتبر ۱۹۹۲ کشف شد.
قدر مطلق سیارک برابر ۲۰.۴ است.